# Зимовниковское сельское поселение
Зимовниковское сельское поселение — муниципальное образование в Зимовниковском районе Ростовской области. 
Административный центр поселения — посёлок Зимовники, расстояние до Ростова-на-Дону составляет 295 километров.

## История
Населённые пункты, которые вошли в состав Зимовниковского сельского поселения были основаны во второй половине XIX века и в 1920-х годах. Хутор Кучман основали в 1783 году. В 1877 году появились жители на хуторе Горобцов, а в 1898 году – в селе Зимовники. Этот хутор был заселён частными коннозаводчиками – история сохранила их фамилии - Белоусовы, Безугловы, Копылковы. Состоятельные жители, по фамилиям Черевиченко, Челюскин, Тепчиев, Трегубов в начале XX века стали открывать на территории современного Зимовниковского сельского поселения свои торговые лавки. Здесь была аптека и постоялый двор. Первая мельница в Зимовниках была сооружена в 1904 году. В 1905 году был образован хутор Калмыцкий, который насчитывал 250 дворов. В 1908 году численность Зимовников составляет 21000 человек. Здесь проживали и бедные крестьяне, и зажиточные крестьяне, кулаки и помещики. В 1914 году была построена церковно-приходская школа, в которой обучаться надо было 4 класса. В 1920 году Зимовниковская волость с центром в селе Зимовники входила в Сальский округ. 
С наступлением 1924 года был заселён хутор Ильичев, а Донецкий хутор в 1926 году - бывшими жителями Белгорода. Во время Великой Отечественной войны Зимовниковский район был оккупирован с 7 августа 1942 года по 8 января 1943 года. Зимовниковский рынок заработал с 1943 года, постепенно начала вестись оптовая и розничная торговля. В январе 1973 года был открыт Мемориал Памяти погибшим во время Великой Отечественной войны. Стояновское урочище и Ильичёвское урочище здесь появились в 2002 году. Численность Зимовниковского сельского поселения составляет 18 тысяч человек. Здесь проживают русские, украинцы, чеченцы, цыгане, армяне, молдаване. Территория сельского поселения составляет 45 430 га, её пересекает река Малая Куберле.

## Административное устройство
В состав Зимовниковского сельского поселения входят:
- посёлок Зимовники
- хутор Донецкий
- хутор Ильичев
- хутор Майкопский

## Население
| 2010    | 2012    | 2013    | 2014    | 2015    | 2016    | 2017    |
| ------- | ------- | ------- | ------- | ------- | ------- | ------- |
| 18 734  | ↘18 683 | ↘18 661 | ↗18 681 | ↗18 784 | ↗18 853 | ↘18 771 |
| 2018    | 2019    | 2020    | 2021    |         |         |         |
| ↘18 580 | ↘18 411 | ↘18 189 | ↘17 998 |         |         |         |